# Wim Hartman (informatiekundige)
Wim Hartman (18 juli 1929 - 7 april 2021) was een Nederlandse informatiekundige en organisatieadviseur en emeritus hoogleraar Informatiemanagement aan de Erasmus Universiteit Rotterdam.

## Levensloop
Na de studie werkte Hartman eerst bij Philips en was hier betrokken bij de implementatie van het eerste logistieke informatiesysteem. Ook was hij een van de auteurs van het eerste handboek voor de ontwikkeling van informatiesystemen.
Van 1967 tot 1994 werkte hij als organisatieadviseur bij het accountantskantoor Paardekooper & Hoffman, nu Mazars. In 1981 werd hij hoogleraar in Rotterdam met de inaugurele rede Doel, functie, data: een methodiek voor het ontwikkelen van informatiesystemen. Een bekende leerling van Hartman is prof. dr. Fred de Koning.
Hartman was lid van het Nederlands Instituut van Registeraccountants (NIvRA) en van de Nederlandse Orde van organisatiekundigen en -adviseurs (OOA).
In 1994 richtte hij de Stichting Hartman Fonds (SHF) op, die wetenschappelijk onderzoek en ontwikkeling van leerstof over auditing en informatieverzorging bevordert. Sinds 2016 richt dit fonds zich op stimulering van klassieke muziek.

### Boeken over informatiesystemen en -kunde
Hartman was in zijn tijd eind jaren zestig bij Philips een van de auteurs van het eerste handboek voor de ontwikkeling van informatiesystemen. Kenmerk van elk nieuw vakgebied is dat er bij aanvang geen sprake is van een goed onderbouwde en ontwikkelde methodologie. Zo was het ook gesteld in de jaren zeventig en tachtig met het vakgebied informatiesystemen.
Tot het weinige dat toen voorhanden was, behoorde met name het handboek ARDI, ontwikkeld binnen Philips onder meer door Hartman, spoedig gevolgd door de methode SDM (Systems Development Methodology) van Pandata. Beide handboeken bestonden uit een verzameling methoden en technieken voor de opzet en het beheer van informatiesystemen.
Hartman schreef verder verschillende leerboeken over de bestuurlijke informatiekunde. Hij nam deel in vele commissies op dit gebied.

## Werken
Hartman schreef verscheidene leerboeken over methoden en technieken in de informatiekunde, waaronder:
- Information systems handbook : analysis, requirements determinaton, design and development, implementation and evaluation (ARDI) met H. Matthes, en A. Proeme. Apeldoorn: Philips, 1968.
- Methoden voor systeemonderzoek , i.s.m. Jan Roos, Deventer: Kluwer, 1975.
- Technieken voor systeemonderzoek, Deventer: Kluwer, 1976.
- Modellen voor systeemonderzoek, Deventer: Kluwer, 1988.
- Analyse en projectbesturing, Deventer: Kluwer, 1988.
- Methodiek voor systeemonderzoek, Deventer: Kluwer, 1988.
- Werkboek organisatie en informatiebeleid, Schoonhoven: Academic Service, 1988.
- Systeemontwikkeling, Deventer: Kluwer, 1989.
- Organisatie van de informatieverzorging, Rotterdam: CODIS, 1992.